# Omòmids
Els omòmids (Omomyidae) són una família de primats primitius que visqueren entre el Paleocè i l'Oligocè. Se n'han trobat restes fòssils a Nord-amèrica, Europa, Àsia i possiblement Àfrica. Juntament amb els adàpids, són un dels únics grups de primats de l'Eocè dels quals la distribució geogràfica s'estenia per tots els continents holàrtics.

## Taxonomia
- Família Omomyidae
  - Ekgmowechashala (possiblement un adapiforme)
  -  ?Altanius
  -  ?Altiatlasius
  - Kohatius
  - Subfamília Anaptomorphinae
    - Tribu Trogolemurini
      - Trogolemur
      - Sphacorhysis

    - Tribu Anaptomorphini
      - Arapahovius
      - Bownomomys
      - Tatmanius
      - Teilhardina
      - Anemorhysis
      - Chlororhysis
      - Tetonius
      - Pseudotetonius
      - Absarokius
      - Anaptomorphus
      - Aycrossia
      - Strigorhysis
      - Mckennamorphus
      - Gazinius

  - Subfamília Microchoerinae
    - Diablomomys
    - Indusius
    - Nannopithex
    - Pseudoloris
    - Necrolemur
    - Microchoerus

  - Subfamília Omomyinae
    - Huerfanius
    - Mytonius
    - Palaeacodon
    - Tribu Rooneyini
      - Rooneyia

    - Tribu Steiniini
      - Steinius

    - Tribu Uintaniini
      - Jemezius
      - Uintanius

    - Tribu Hemiacodontini
      - Hemiacodon

    - Tribu Omomyini
      - Chumachius
      - Omomys

    - Tribu Microtarsiini
      - Yaquius
      - Macrotarsius

    - Tribu Ourayiini
      - Ageitodendron
      - Ourayia
      - Mytonius
      - Wyomomys

    - Tribu Washakiini
      - Loveina
      - Shoshonius
      - Washakius
      - Dyseolemur

    - Tribu Utahiini
      - Asiomomys
      - Utahia
      - Stockia
      - Chipataia